# Marc Lambron
Marc Lambron (Lyon, Francia, 4 de enero de 1957) es un escritor, crítico literario, funcionario público y miembro de la Academia Francesa, en la que ocupa el asiento número 38 desde junio de 2014, fecha en la que fue elegido para cubrir la vacante dejada por François Jacob a su muerte en 2013.

## Datos biográficos
Lambron fue alumno del Liceo del Parque en Lyon, Francia, su ciudad natal. Obtuvo su diploma profesional de la Escuela Normal Superior (Ulm) y también del Instituto de Estudios Políticos de París y de la Escuela Nacional de Administración de Francia (ENA). En 1983, trabajando en la embajada de Francia en España, escribió su primer libro L'Impromptu de Madrid.
En 1995, la muerte de su hermano Philippe, a consecuencia del síndrome de inmunodeficiencia adquirida (Sida) le motivó para escribir un relato autobiográfico que le atrajo la opinión favorable de la crítica literaria de su país: Tu n'as pas tellement changé, publicado en 2013.
Ha sido periodista trabajando para Point y para Le Figaro Madame. Como funcionario público se ha desempeñado como consejero de estado para el gobierno francés.
El 26 de junio de 2014, fue elegido miembro de la Academia Francesa para ocupar el asiento número 38.

## Obra
- L'Impromptu de Madrid, Flammarion, Premio Deux Magots, 1988
- La Nuit des masques, Flammarion, Premio Colette,  1990
- Carnet de bal, Gallimard, 1992
- L'Œil du silence, Flammarion, Premio Femina, 1993
- 1941, Grasset, 1997
- Étrangers dans la nuit, Grasset, 2001
- Carnet de bal : chroniques 2, Grasset, 2002
- Les Menteurs, Grasset, 2004
- Une saison sur la terre, Grasset, 2006
- Mignonne, allons voir..., Grasset, 2006
- Eh bien, dansez maintenant..., Grasset, 2008
- Théorie du chiffon : sotie, Grasset, 2010
- Carnet de bal : chroniques 3, Grasset, 2011
- Nus vénitiens, Seghers, 2012
- Tu n'as pas tellement changé, Grasset, 2014